# عبدالعزیز فرمانفرمائیان
عبدالعزیز فرمانفرمائیان (نرماشیر، ایران۱۲۹۹ – ۳۱ خرداد ۱۳۹۲، پالما د مایورکا، اسپانیا) معمار معاصر ایرانی، استاد دانشگاه تهران و از معماران مشهور ایرانی بود. او معمار ورزشگاه آزادی (آریامهر سابق) ، سالن دوازده هزار نفری آزادی ، سالن بسکتبال آزادی و سالن والیبال آزادی ، فرودگاه مهرآباد و فرودگاه امام‌خمینی (آریامهر سابق) و موزه فرش ایران بود.

## زندگی

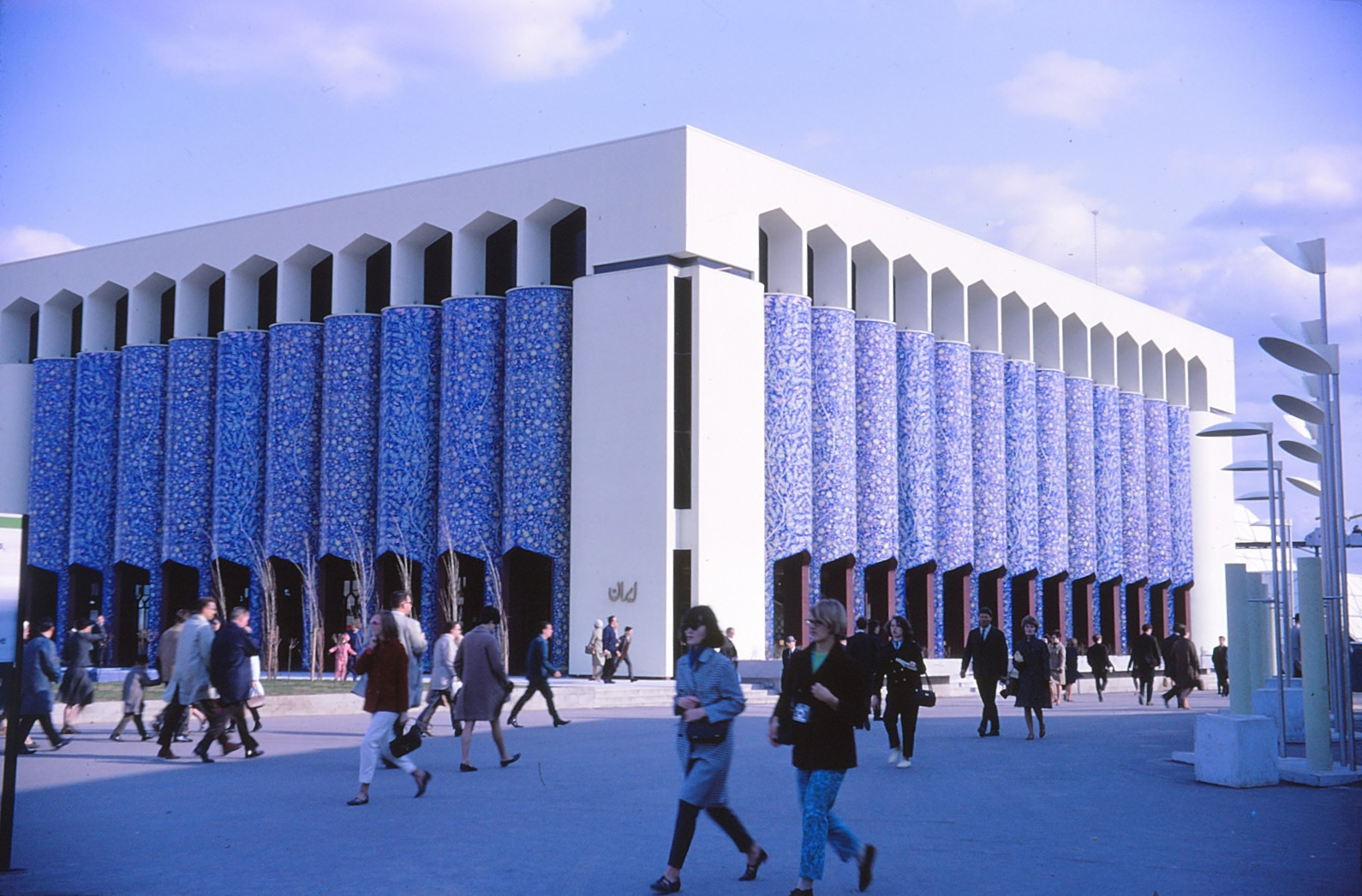
غرفه ایران در نمایشگاه اکسپو ۶۷ در شهر مونترال، سال ۱۹۶۷

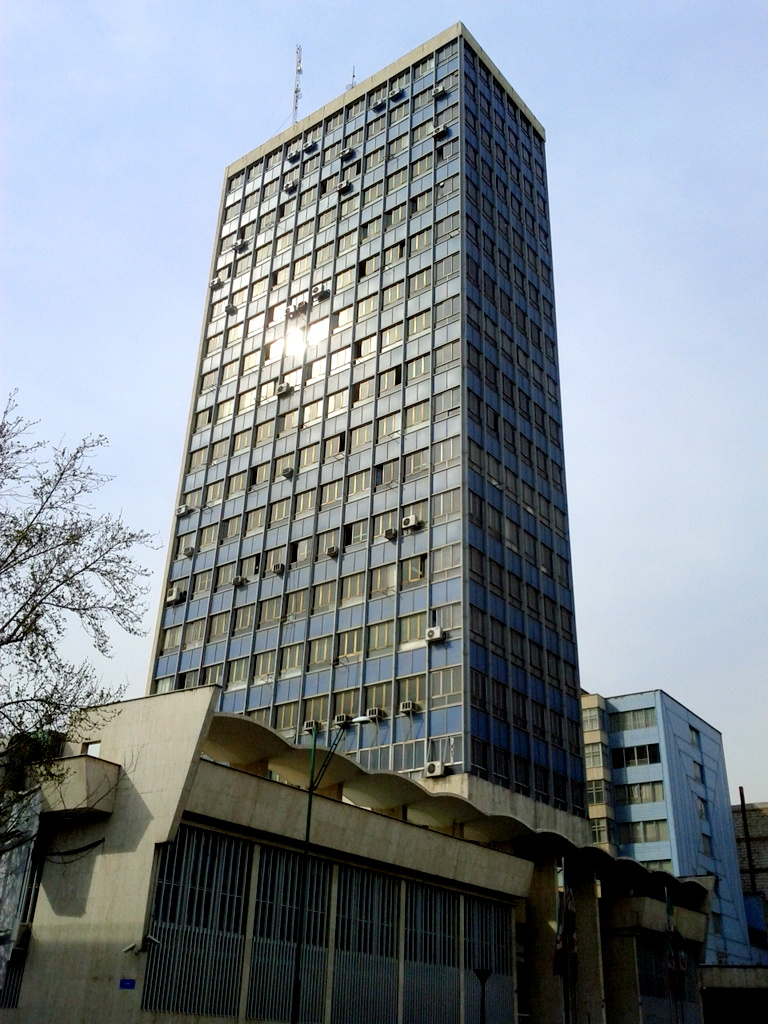
ساختمان بورس تهران

عبدالعزیز فرمانفرمائیان در سال ۱۲۹۹ در خانواده‌ای متمول و وابسته به سلطنت قاجار در خوزستان به دنیا آمد. او فرزند عبدالحسین میرزا فرمانفرما و بتول خانم احشمی کرمانشاهی بود. پدرش از نوادگان عباس میرزا به‌شمار می‌آمد و سال‌ها به عنوان والی ایالت‌های مهم حکمرانی کرده بود و مادرش بتول‌خانم از جانب پدری به سادات احشمی کرمانشاه و از طرف مادری به خاندان دولتشاهی و محمدعلی میرزا دولتشاه نسب می‌برد. او علاوه بر عبدالعزیز از فرمانفرما صاحب هشت فرزند شد، از جمله مریم فیروز (مؤسس سازمان زنان حزب توده)، منوچهر فرمانفرمائیان (نویسنده کتاب خون و نفت) و عبدالعلی فرمانفرمائیان (مؤسس نخستین پالایشگاه خصوصی نفت در ایران).
فرمانفرمائیان تحصیلات خود را در دانشسرای عالی ملی هنرهای زیبای پاریس گذراند و در آوریل دهه ۳۰ فارغ‌التحصیل شد و به ایران بازگشت. او ابتدا در گاراژ پدر خود کار طراحی را آغاز کرد. وی سپس در یکی از آتلیه‌های دانشکدهٔ هنرهای زیبای دانشگاهِ تهران زیر نظر محسن فروغی همراه با مهندس آفتن دلیان، هوشنگ سیحون و حیدر غیایی به کار و تدریس مشغول شد. آثار تولیدی دفتر وی عمدتاً به صورت کامل با طراحی معمارانی که در آنجا مشغول به کار بودند ابه انجام می‌رسید و وی نقش راهبردی در روند جاری قراردادها و امور مدیریتی را بر عهده داشت. تمامی جمع پرشمار برادران و خواهران وی از شخصیت‌های ذی‌نفوذ عصر پهلوی در ایران بودند. فرمانفرمائیان در دوره ریاست جمهوری بیل کلینتون توانست طی شکایتی از دولت ایران از محل حساب‌های بلوکه شده ایران در ایالات متحده کل خسارت خود در رابطه با خروجش از ایران را که بالغ بر یک میلیون دلار بود دریافت کند. [نیازمند منبع]
وی ۳۱ خرداد ۱۳۹۲ هجری خورشیدی برابر با ۲۱ ژوئن ۲۰۱۳ میلادی در املاک خود در اسپانیا به سن ۹۳ سالگی درگذشت و در گورستان مون پارناس پاریس به خاک سپرده شد. هیچ اثری از وی در خارج از ایران در طی ۳۵ سال حضورش در خارج از ایران ثبت نشده‌است.

## آثار مهم طراحی شده در دفتر معمار
- استادیوم ورزشی آزادی
- ساختمان‌های شرکت نفت
- کتابخانه اختصاصی کاخ نیاوران
- مسجد دانشگاه تهران

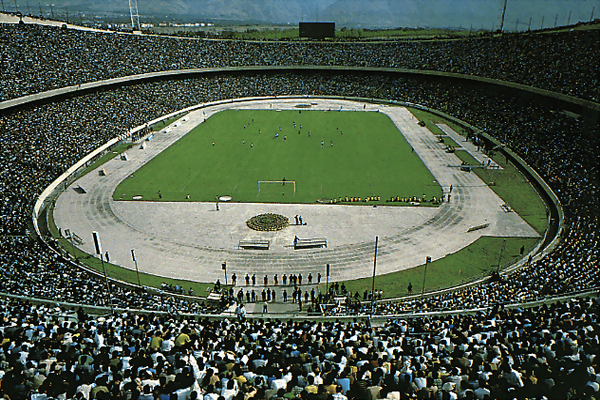
ورزشگاه آزادی

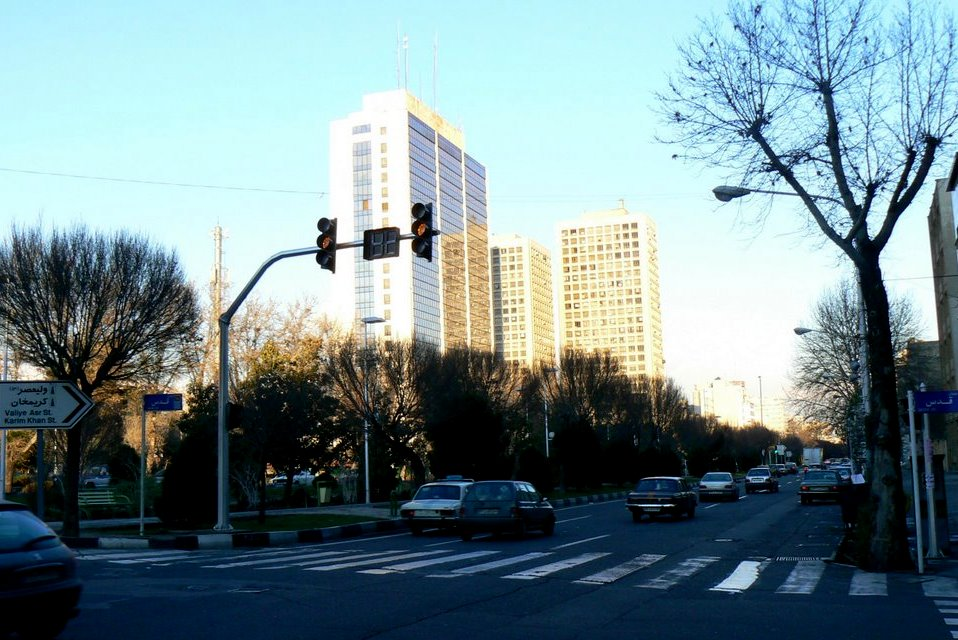
ساختمان پیشین وزارت کشاورزی و برج‌های دوقلوی سامان

- طرح ساختمان رآکتور اتمی دانشگاه تهران
- ساختمان وزارت کشاورزی
- پاویون ایران در اکسپو ۶۷ مونترال، کانادا[۵]
- ساختمان وزارت کار
- ساختمان بانک اعتبارات ایران
- ساختمان پست و تلگراف و تلفن
- فرودگاه مهرآباد
- طرح اولیه فرودگاه جدید امام خمینی
- تهیه طرح جامع شهر تهران
- برج‌های دوقلوی سامان
- برجهای ونک‌پارک
- ساختمان بورس
- دانشکده دامپزشکی
- کاخ مادر سعد آباد
- کاخ نیاوران[۶]
- ساختمان اداری صدا و سیما
- موزه فرش تهران

## دودمان
از دودمان قاجار و نوادگان فتحعلی‌شاه قاجار